# The Cage (Tygers of Pan Tang)
The Cage è il quarto album del gruppo musicale britannico Tygers of Pan Tang, pubblicato nell'agosto del 1982 dalla MCA.

## Tracce
1. Rendezvous – 3:23
2. Lonely at the Top – 3:30
3. Letter from L.A. – 3:13
4. Paris By Air – 2:56
5. Tides – 4:18
6. Making Tracks – 3:39
7. The Cage – 1:13
8. Love Potion No. 9 (The Clovers cover) – 2:05
9. You Always See What You Want – 3:14
10. Danger in Paradise – 3:30
11. The Actor – 4:19

## Formazione
- Jon Deverill - voce
- Robb Weir - chitarra, talkbox
- Steve Lamb - chitarra
- Fred Purser - chitarra
- Rocky - basso
- Brian Dick - batteria